# Fiat Topolino (2023)
La Fiat Topolino è un quadriciclo leggero elettrico a due posti prodotto dalla casa automobilistica italiana Fiat a partire dal 2023.

## Presentazione
La vettura è stata presentata al Lingotto di Torino il 4 luglio 2023 assieme alla nuova Fiat 600 e viene prodotta nello stabilimento della PSA a Kenitra, in Marocco, assieme alla Citroën Ami e alla Opel Rocks Electric.
Il nome del quadriciclo riprende quello della Fiat Topolino prodotta alla metà degli anni '30.

## Descrizione

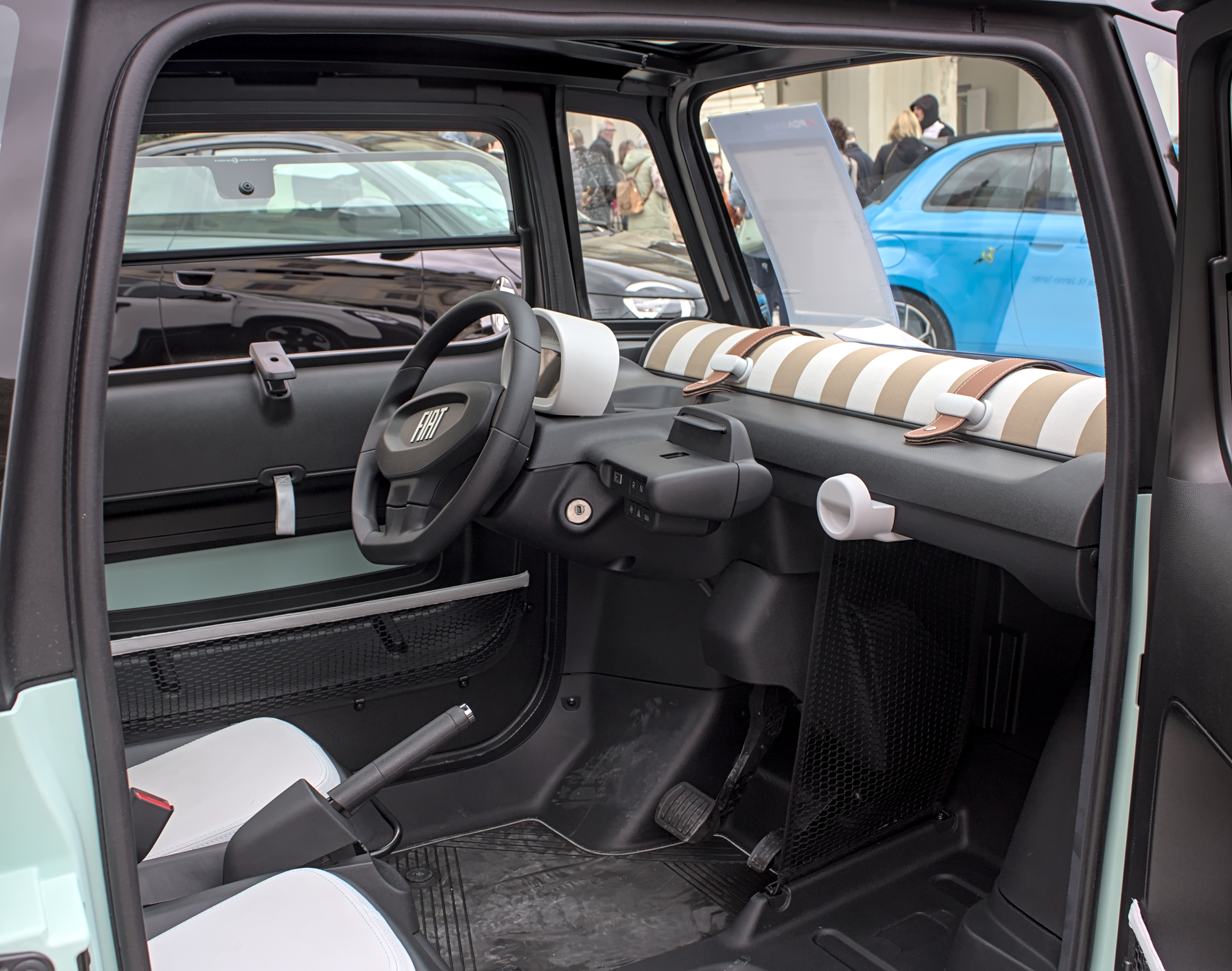
Interni

Rispetto alle sorelle Citroën Ami e Opel Rocks Electric, la Topolino non ha un design simmetrico, e la fanaleria anteriore e posteriore ricorda quella della Fiat Nuova 500 degli anni '50.
Gli interni sono essenziali, sostanzialmente identici a quelli della Citroën Ami da cui la vettura deriva: sono presenti due sedili simmetrici, di cui solo quello del guidatore è scorrevole. Al centro dello spartano cruscotto è collocato un supporto per il cellulare, attraverso cui è possibile controllare l'infotainment dell'intera vettura.

## Tecnica
Il motore elettrico da 6 kW garantisce un'autonomia di 75 km e una velocità massima di 45 km/h. Essendo omologata come ciclomotore, la circolazione sulla Fiat Topolino è autorizzata con la patente AM.
Le batterie da 5,5 kWh sono collocate sotto il pianale. L'auto è ricaricabile tramite una Schuko integrata nel lato destro della vettura, con il cavo per la ricarica alloggiato all’interno del montante della portiera lato passeggero.
La Topolino monta dei cerchi da 14" e pneumatici con specifiche 155/65 R14. I freni sono a disco sull'anteriore e a tamburo sul posteriore. Il raggio di sterzata della vettura è di 7,2 m.